# Павлиська селищна рада
Павли́ська се́лищна ра́да — адміністративно-територіальна одиниця та орган місцевого самоврядування в Онуфріївському районі Кіровоградської області. Адміністративний центр — селище міського типу Павлиш.

## Загальні відомості
- Населення ради: 5303 особи (станом на 2001 рік)

## Населені пункти
Селищній раді підпорядковані населені пункти:
| № | Назва     | Тип  | Рік заснування | Площа км² | Населення (2001), ос. |
| - | --------- | ---- | -------------- | --------- | --------------------- |
| 1 | Павлиш    | смт  | 1739           |           | 4882                  |
| 2 | Браїлівка | село | 1760-і         |           | 279                   |
| 3 | Шевченка  | село | 1780-і         |           | 142                   |

## Склад ради
Рада складається з 22 депутатів та голови.
- Голова ради: Антонова Ірина Станіславівна
- Секретар ради: Курченко Олена Андріївна

### Керівний склад попередніх скликань
| Прізвище, ім'я, по батькові | Основні відомості                                                | Дата обрання | Дата звільнення |
| --------------------------- | ---------------------------------------------------------------- | ------------ | --------------- |
| Вітрик Олександр Якович     | Селищний голова, 1954 року народження, освіта вища, безпартійний | 26.03.2006   | 31.10.2010      |
| Вітрик Олександр Якович     | Селищний голова, 1954 року народження, освіта вища, безпартійний | 31.10.2010   |                 |

Примітка: таблиця складена за даними сайту Верховної Ради України

### Депутати
За результатами місцевих виборів 2010 року депутатами ради стали:

#### За суб'єктами висування
| Суб'єкт висування                                       | Кількість обраних депутатів | %    |
| ------------------------------------------------------- | --------------------------- | ---- |
| Партія регіонів                                         | 12                          | 54,5 |
| Самовисування                                           | 6                           | 27,3 |
| Народна партія                                          | 2                           | 9,1  |
| Політична партія Всеукраїнське об'єднання «Батьківщина» | 2                           | 9,1  |

#### За округами
| № округу                                                | Прізвище, ім'я, по батькові   | Дата визнання обраним | Освіта  | Партійна приналежність                        | Відомості про обраного депутата                      |
| ------------------------------------------------------- | ----------------------------- | --------------------- | ------- | --------------------------------------------- | ---------------------------------------------------- |
| Народна Партія                                          |                               |                       |         |                                               |                                                      |
| 4                                                       | Гулій Ганна Миколаївна        | 05.11.2010            | середня | член Народної партії                          | Онуфріївська РДА, державний інспектор захисту рослин |
| 18                                                      | Литвиненко Марія Сергіївна    | 14.11.2010            | вища    | член Народної партії                          | Онуфріївська районна рада, юрист                     |
| Партія регіонів                                         |                               |                       |         |                                               |                                                      |
| 1                                                       | Горайко Людмила Олександрівна | 05.11.2010            | середня | член Партії регіонів                          | Павлиська селищна рада, бухгалтер                    |
| 2                                                       | Малолітко Іван Федорович      | 05.11.2010            | вища    | член Партії регіонів                          | Павлиська загальноосвітня школа I-III ст., вчитель   |
| 3                                                       | Волинюк Наталія Володимирівна | 05.11.2010            | вища    | член Партії регіонів                          | Павлиська селищна рада, землевпорядник               |
| 6                                                       | Бицюк Микола Омелянович       | 05.11.2010            | середня | член Партії регіонів                          | пенсіонер                                            |
| 7                                                       | Данилів Наталія Олександрівна | 05.11.2010            | вища    | член Партії регіонів                          | Онуфріївський районний терцентр, директор            |
| 8                                                       | Луц Тетяна Андріївна          | 05.11.2010            | вища    | позапартійна                                  | фермерське господарство «Луц», бухгалтер             |
| 10                                                      | Ахкозова Людмила Іванівна     | 05.11.2010            | вища    | член Партії регіонів                          | пенсіонер                                            |
| 11                                                      | Курченко Олена Андріївна      | 05.11.2010            | середня | член Партії регіонів                          |                                                      |
| 13                                                      | Нижник Ірина Трохимівна       | 05.11.2010            | вища    | член Партії регіонів                          | ТОВ «Верес», головний бухгалтер                      |
| 14                                                      | Ігнатьєв Леонід Сергійович    | 05.11.2010            | середня | член Партії регіонів                          | ВАТ «Кременчуцький сталеливарний завод», стропальник |
| 15                                                      | Момот Любов Миколаївна        | 05.11.2010            | вища    | член Партії регіонів                          | приватний підприємець                                |
| 16                                                      | Омельченко Андрій Вікторович  | 05.11.2010            | вища    | позапартійний                                 | приватний підприємець                                |
| Політична партія Всеукраїнське об'єднання «Батьківщина» |                               |                       |         |                                               |                                                      |
| 9                                                       | Котенко Леонід Миколайович    | 14.11.2010            | вища    | член Всеукраїнського об'єднання «Батьківщина» | приватний підприємець                                |
| 12                                                      | Головченко Іван Іванович      | 05.11.2010            | вища    | член Всеукраїнського об'єднання «Батьківщина» | південна залізниця, електромеханік                   |
| Самовисування                                           |                               |                       |         |                                               |                                                      |
| 5                                                       | Ненашева Ірина Миколаївна     | 05.11.2010            | вища    | позапартійна                                  | Павлиська селищна рада, секретар                     |
| 17                                                      | Кривошея Ігор Миколайович     | 05.11.2010            | середня | позапартійний                                 | ВАТ «Павлиський елеватор», майстер                   |
| 19                                                      | Сіра Наталія Олександрівна    | 05.11.2010            | вища    | позапартійна                                  | Павлиська загальноосвітня школа I-III ст., вчитель   |
| 20                                                      | Сіра Наталія Іванівна         | 05.11.2010            | вища    | член Партії регіонів                          | Павлиська загальноосвітня школа I-III ст., вчитель   |
| 21                                                      | Загон Людмила Іванівна        | 05.11.2010            | вища    | позапартійна                                  | тимчасово не працює                                  |
| 22                                                      | Руденко Олександр Іванович    | 05.11.2010            | вища    | позапартійний                                 | пенсіонер                                            |